# 유키노 사츠키
유키노 사츠키(일본어: 雪野五月, 1970년 5월 25일~)는 일본의 성우이다. 교토부 교토시에서 태어났으며, 시가현 오쓰시로 옮겨 성장했다. 본명은 이노우에 유키(井上由起)이다. 2003년 5월 이전에는 발음이 같은 "雪乃 五月"로 표기했다.
타카하시 루미코의 메존일각을 본 후, 성우를 동경하여 1992년에 NHK의 교육텔레비전에서 방송된 영화 아름다운 나날에서 소녀 C의 역할로 데뷔하였다.

## 출연작

### TV 애니메이션
1996년
- 키코쨩의 스마일(히메마야 키코)

1997년
- 포켓몬스터(아츠코(64화), 에밀리(100화), 치에(142~144화), 아야노(213화), 무토(264화))
- 중화일번(메이리)

1998년
- 버블검 크라이시스 도쿄 2040(시리아 시팅그레이)
- 몽키매직(못테)
- 마술사 오펜(마리아벨)
- 동글동글 문어빵맨(레드)

1999년
- 팻숍 오브 호러즈(질)
- 마술사 오펜 리벤지(마리아벨)

2000년
- 러브히나(오토히메 무츠미)
- 이누야샤(히구라시 카고메)

2001년
- 신백설공주전설 프리티어(아와유키 마유네)
- 코코로 도서관(사에키 사라라)
- 기동천사 엔젤릭 레이어(키사키 타마요)
- 레이브(카틀레아)

2002년
- 베리베리 뮤우뮤우(로즈비)
- 미르모 퐁퐁퐁(모리시타 하루카)
- 쪽빛보다 푸르게(티나 포스터)
- 풀 메탈 패닉!(치도리 카나메)

2003년
- 쪽빛보다 푸르게 ~인연~(티나 포스터)
- 풀 메탈 패닉 후못후(치도리 카나메)
- 프라네테스(타나베 아이)
- R.O.D -THE TV-(스미레가와 네네네)
- 우주소년 아톰 2003 (에밀리)
- 탐정학원 Q (유키히라 사쿠라코 雪平 櫻子)

2004년
- 에어리어 88 TV(츠구모 료코)
- 현시연(카스카베 사키)
- 블리치 (시호인 요루이치)
- RAGNAROK THE ANIMATION(티스)

2005년
- 파니포니대쉬(타치바나 레이, 너구리)
- 풀 메탈 패닉! 더 세컨드 레이드(치도리 카나메)
- 건퍼레이드 오케스트라(카토 미치루)
- 가이킹(후지야마 시즈카)

2006년
- 쓰르라미 울 적에(소노자키 미온, 시온)
- 여고생 GIRL'S-HIGH(코다 아카리)
- 은혼(시무라 타에)
- 디 그레이맨(모아)
- 해피 럭키 깜짝맨(피터 진시)

2007년
- 쓰르라미 울 적에 해(소노자키 미온, 시온)
- ZOMBIE-LOAN(카루메라)
- 클라나드(사가라 미사에)
- 클레이모어(라파엘라)
- 현시연2(카스카베 사키)
- 히토히라(사카키 미레이)
- 마스터 햄스터(오오카미 다이스케)

2008년
- 로자리오와 뱀파이어(이치노세 타마오)
- 클라나드 애프터 스토리(사가라 미사에)
- 나츠메 우인장 (히이라기 - 柊)

2009년
- 이누야샤 완결편(히구라시 카고메)
- 강철의 연금술사 BROTHERHOOD (로제)

2012년
- 원피스(코알라)

2013년
- 고전부 시리즈(빙과)(오레키 토모에)(애니메이션 「빙과」의 문서는 아이스크림을 뜻하는「빙과」라는 문서가 이미 있기 때문에 고전부 시리즈문서가 추리소설 「빙과」를 뜻한다.)

2014년
- 아이카츠! (마키나)

2015년
- 포켓몬스터 XY (마슈)

### 극장판 애니메이션
2017년
- 명탐정 코난: 진홍의 연가(오오카 모미지)

2024년
- 명탐정 코난: 100만 달러의 오릉성(오오카 모미지)

### OVA
2000년
- 아즈망가 대왕 Web판(미즈하라 코요미)

2002년
- 러브히나 Again(오토히메 무츠미)
- 울트라 매니악 OVA(타테이시 아유)

2003년
- 양의 노래(야에가시 요우)

2005년
- 현시연 OVA(카스카베 사키)

2007년
- ZOMBIE-LOAN(카루메라)

2010년
- BLACK LAGOON-Roberta's Blood Trail-(파비올라 이그레시아스)

### 게임
1997년
- 코이코이 합시다 2 (나오코)

1999년
- ONE ~빛나는 계절로~ PS판 (카와나 미사키)

2000년
- 헤키사문 가디언즈 (알테미스)
- 만나고 싶어… ~your smiles in my heart~ (와타세 미치루)
- 카나리아 ~이 추억을 노래에 실어~ (치가사키 메구미)

2002년
- 언리미티드 사가 (은의 소녀, 진 무어)
- 테일즈 오브 데스티니2 (리무르 엘론)

2003년
- 아크 더 래드 정령의 황혼 (파울렛)
- ANUBIS ZONE OF THE ENDERS (켄 마리네리스)
- 사무라이 스피릿츠 제로 (마지키나 미나)

2004년
- 사무라이 스피릿츠 제로SPECIAL (마지키나 미나)
- 컬러풀 하트 ~12인의 큐루룽~ (유키노시타 나나에) : MOMO 명의
- 천주 홍 (린)
- 쌍연 -후타코이- (히나기쿠 미야비)

2005년
- 요시츠네 영웅전 (린)
- 럼블로즈 (스펜서 선생(미스트레스))
- 로맨싱 사가 민스트럴 송 (디아나 파라)
- 환상게임 현무개전 외전 거울의 무녀 (오쿠다 타키코)
- 서몬 나이트 엑스테제 새벽의 날개 (키사나)
- 월면기지전 프리미엄BOX Vol.1 로켓의 여름편 (카나시로 아유무) : MOMO 명의
- 요시츠네 영웅전 수라 (린)
- 러키☆스타 모에 드릴 (패트리시아 마틴)
- 테일즈 오브 디 어비스 (아리에타)

2006년
- 몬스터 킹덤 주얼 서모너 (린)
- 클라나드 (사가라 미사에)
- 블루 블러스터 (엘자 로트린겐)
- 쓰르라미 데이 브레이크 (소노자키 미온, 소노자키 시온)
- 칭송받는 자 흩어져가는 자들에게의 자장가 (소포크, 타나쿤)
- 시클렛 오브 에반게리온 (카가 히토미)

2007년
- 제로의 사역마 ~소악마와 춘풍의 협주곡~ (타카나기 하루나)
- 쓰르라미 울 적에 축제 (소노자키 미온, 소노자키 시온)
- 쓰르라미 데이 브레이크 개 (소노자키 미온)
- 모두의 GOLF 5 (리나)
- 쓰르라미 울 적에 축제 조각놀이 (소노자키 미온, 소노자키 시온)